# MELiSSA (Agència Espacial Europea)
|  | Per a altres significats, vegeu «Melissa (desambiguació)». |

El projecte MELiSSA (de les sigles en anglès, Micro-Ecological Life Support System Alternative) és un programa internacional coordinat per l'Agència Espacial Europea que busca preparar futures missions tripulades mitjançant un augment de l'autonomia de la tripulació tot produint oxigen, aigua i aliments mitjançant processos de reciclatge. Encara que el projecte es va iniciar en el 1987 les activitats associades i els contractes van començar l'any 1989.
El projecte s'organitza en 5 activitats diferents: investigació acadèmica, experiments de vol, demostració terrestre, aplicacions terrestres i educació i comunicació. En el projecte hi participen un total de 15 institucions científiques i més de 100 investigadors i enginyers que han generat més de 1000 informes tècnics i més de 200 publicacions.

## Objectius científics
El seu objectiu és el desenvolupament d'un sistema de suport vital en circuit tancat a través del us de microrganismes i algues per ser utilitzat en la regeneració i el reciclatge de recursos organics i inorganics per a missions espacials de llarga durada a les bases lunars o vols a Mart.
La base del MELiSSA és el tractament, recuperació i reciclatge de biomassa comestible, aigua i oxigen a partir de les deixalles humans i el diòxid de carboni. Moltes d'aquestes solucions tenen un impacte directe i presenten solucions als problemes ambientals en la Terra. Els exemples inclouen: optimització dels sistemes de tractament d'aigües, sistemes avançats d'aigües residuals, reciclatge de residus, creixement del cultiu controlat, etc.

## Governança
El projecte MELiSSA és dirigit pel Thermal and Environmental Control Section (TEC-MCT) de l'ESTEC que forma part de l'ESA. El projecte es basa en un programa de desenvolupament col·laboratiu amb nou socis i un seguit de subcontractistes de suport. Les organitzacions associades a l'ESA en el Memorandum Of Understanding del MELiSSA són:
- SCK CEN a Mol, Bèlgica
- Centre tecnològic VITO a Mol, Bèlgica
- Universitat de Mons, Bèlgica
- Universitat Autònoma de Barcelona a Barcelona
- Universitat de Guelph a Guelph, Canadà
- Universitat Blaise Pascal a Clermont-Ferrand, França
- Enginyeria SHERPA a Paris, França;
- IPStar B.V. als Països Baixos
- Universitat de Lausana a Lausana, Suïssa
- Universitat de Ghent a Gent, Bèlgica

## Tecnologia i aplicació
Actualment, existeixen diverses tecnologies que ofereixen aplicacions que es poden classificar en:
- Tecnologia de Reciclatge de l'Aigua (aigua grisa, groga i negra)
- Tecnologia de Degradació de residus i fibra
- Tecnologia de Regeneració de l'Aire
- Tecnologia Sensorial Biològica

La compilació de les tecnologies del MELiSSA segueix sent un treball en progrés. Com la investigació i el desenvolupament continua, més tecnologies estaran disponibles també cara a la comercialització.
En general, totes les tecnologies del MELISSA són considerades a ser tecnologies netes i poden ser aplicades per a les plantes de tractament de l'aigua, unitats de tractament d'orina, granges de vida (tractament dels purins) i avions.
IPStar BV és responsable de les activitats de transferència tecnològica relacionades amb el consorci MELiSSA.

## Història del projecte
El projecte MELiSSA va ser ideat com una forma de suplir les necessitats logístiques de les missions espacials humanes de llarga durada, com les que es durien a terme tant a la Lluna com a Mart. Aquesta suplència va ser imaginada com un ecosistema artificial tancat, exactament el que és el projecte MELiSSA.

## Planta pilot
La planta pilot de segona generació del projecte es troba a la Universitat Autònoma de Barcelona i va ser inaugurada el 2009. La funció de la planta pilot és la de demostrar, testejar i optimitzar el sistema de suport vital en circuit tancat en sol terrestre. L'any 2019, 3 seccions de la planta pilot ja estan operatives, un fotobioreactor, un reactor de nitrificació i una secció aïllada amb animals que simula la tripulació. La planta és totalment estèril i compta amb protecció de contaminació externa.